# Cervonosillea, Petrove
Cervonosillea (în ucraineană Червоносілля) este un sat în comuna Novîi Starodub din raionul Petrove, regiunea Kirovohrad, Ucraina.

## Demografie
Componența lingvistică a localității Cervonosillea
     Ucraineană (92,92%)
     Rusă (6,27%)
     Alte limbi (0,54%)
Conform recensământului din 2001, majoritatea populației localității Cervonosillea era vorbitoare de ucraineană (92,92%), existând în minoritate și vorbitori de rusă (6,27%).